# Romain Alessandrini
Romain Alessandrini (Marsiglia, 3 aprile 1989) è un ex calciatore francese di origini italiane, di ruolo centrocampista.

## Caratteristiche tecniche
Molto abile nel dribbling grazie alla sua rapidità; di piede mancino, gioca sulla fascia destra per poi convergere verso il centro e provare il tiro dalla lunga distanza.

## Carriera
La sua carriera di calciatore inizia nel 1995, quando viene acquistato dal Plan-de-Cuques dove milita per quattro anni, prima di essere acquistato dall'Olympique Marsiglia. Sei anni più tardi, esattamente il 2005, viene acquistato dal Gueugnon per militare nel Championnat National. Il 6 febbraio compie il suo debutto con la maglia gialloblu durante il match di campionato con il Laval; in quell'occasione realizza anche la sua prima rete in carriera. In due stagioni totalizza 33 presenze e 6 gol messi a segno nella stagione 2008-2009 e 2009-2010.
Durante la sessione estiva del calciomercato 2010 si trasferisce al Clermont, club militante in Ligue 2. Debutta, in Coupe de la Ligue con la sua nuova squadra, il 30 luglio 2010 durante il match con il Metz: durante il match ottiene la sua prima ammonizione in carriera e segna la prima rete con il club con sede a Clermont-Ferrand. Una settimana più tardi, esattamente il 6 agosto, segna la prima rete in Ligue 2 ai danni del Boulogne durante un match di campionato. Il 15 aprile 2011 realizza la sua prima doppietta in carriera, da calciatore professionista, in occasione della partita di campionato con il Metz. Il 22 agosto Romain prolunga il suo contratto col Clermont fino a giugno 2014. Rimedia la sua prima espulsione in carriera durante il match di campionato col Tours, giocato il 17 febbraio 2012.

## Palmarès

### Individuale
- Capocannoniere della Coupe de la Ligue: 1

2012-2013 (3 reti)